# San Maurizio d’Opaglio
San Maurizio d’Opaglio – miejscowość i gmina we Włoszech, w regionie Piemont, w prowincji Novara.
Według danych na rok 2004 gminę zamieszkiwało 3066 osób, gęstość zaludnienia wynosi 383,2 os./km².